# Европско првенство у одбојци 2026.
Европско првенство у одбојци 2026. је 34. издање овог такмичења које се организовају под окриљем ЦЕВ-а, европског одбојкашког управљачког тела. Турнир ће се одржати у Румунији, 3 године након претходног такмичења. ФИВБ је 2023. године одлучио да се континентална такмичења одржавају парним годинама уместо непарним као што је био случај до тада.